# 代替フロン
代替フロン（だいたいフロン）は、特定フロン（クロロフルオロカーボン 略称:CFC）の代替として産業利用されている合成化合物（ガス）である。ハイドロクロロフルオロカーボン（HCFC）類とハイドロフルオロカーボン（HFC）類のこと。

## 概要
特定フロンは冷蔵庫の冷媒、機械部品の洗浄溶剤、スプレー（エアゾール缶）に詰めるガスに利用されていたが、オゾン層破壊効果と温室効果が問題視され、先進国では20世紀に生産が中止された（2020年までに全廃される）。
一方、代替フロンは「地球環境に配慮している」とされ、特定フロンに替わって広く普及したが、特定フロン・代替フロン（HCFC・HFC）ともに強力な温室効果ガスであり、地球温暖化を促進するとされている。さらに、HCFCはCFCと比べるとオゾン層破壊係数が低いことから代替目的の利用がされていたが、モントリオール議定書においてオゾン層破壊物質に指定された。HCFCは先進国では2020年までに、開発途上国では2030年までに生産が中止されることが定められている。当初は2040年までに全廃とされていたが、2007年9月22日に10年間前倒しされて現在の目標となった。HFCは京都議定書が指定する削減対象物質（温室効果ガス）とされ、麻生太郎元首相は、2020年までにこの温室ガス効果削減の中期目標を「2005年比15%減」とする方針を打ち出している。
日本ではフロン回収破壊法によって使用後の回収が義務づけられているが、これは代替フロンによる温室効果を防ぐための有効な方策である。しかし環境省は2009年4月2日に、代替フロンの大気への漏洩が従来の見積もりよりもかなり高いことが明らかになったと発表した。日本における2007年度のHFCの排出量は当初見積もりの約2倍であった。これを受けて産業技術総合研究所の中西準子安全科学研究部門長は「新たな冷媒の開発が迫られる」とコメントを残している。
環境省はフロンや代替フロンを使わないノンフロン機器の導入を積極的に進めている。原則として国の行政機関では「国等による環境物品等の調達の推進等に関する法律（グリーン購入法）」に基づいてノンフロン機器を調達させており、また民間企業への導入の補助事業を行なっているとしている。例として二酸化炭素を冷媒に用いた冷却機器では、温室効果は代替フロンのおよそ19000分の1程度としている。しかし、導入には現行の代替機器の2倍程度の費用がかかることなどにおいての面が導入の障壁になっている。
フロン回収破壊法以降も、機器を回収した業者が部品のみを取って代替フロンを不法投棄する例が後を絶たず、回収率は2021年時点で40%となっており、2002年から2023年まで排出量は増加し続けている。東京都では環境保安課が業者を調査する担当者「フロンGメン」を増員して業者を巡回している。